# Pilos-Néstor
Pilos-Néstor (griego: Πύλος-Νέστωρ) es un municipio de la República Helénica perteneciente a la unidad periférica de Mesenia de la periferia de Peloponeso.
El municipio se formó en 2011 mediante la fusión de los antiguos municipios de Chiliochoria, Koroni, Modona, Néstoras, Papaflessas y Pilos (la actual capital municipal), que pasaron a ser unidades municipales. El municipio tiene un área de 554,3 km².
En 2011 el municipio tenía 21 077 habitantes.
Se sitúa en la esquina suroccidental del Peloponeso, en la costa del mar Jónico al suroeste de Kalamata. Pertenecen al término municipal varias islas, entre las que destacan Esfacteria, Sapientza, Schiza y Venetikó.